# 复平面

与其共轭 在复平面中的几何表示。从原点到点 z 的淡蓝色直线是 z 的模长或绝对值。角 是 z 的辐角

数学中，复平面（英語：Complex plane）是用水平的实轴与垂直的虚轴建立起来的複數的几何表示。可视为一个具有特定代数结构笛卡儿平面（实平面），一个复数的实部用沿着 x-轴的位移表示，虚部用沿着 y-轴的位移表示。
复平面有时也叫做阿尔冈平面，因为它用于阿尔冈图中。这是以让-罗贝尔·阿尔冈（1768-1822）命名的，尽管它们最先是挪威-丹麦土地测量员和数学家卡斯帕尔·韦塞尔（1745-1818）叙述的。阿尔冈图经常用来标示复平面上函数的极点与零点的位置。
复平面的想法提供了一个复数的几何解释。在加法下，它们像向量一样相加；两个复数的乘法在极坐标下的表示最简单——乘积的长度或模长是两个绝对值或模长的乘积，乘积的角度或辐角是两个角度或辐角的和。特别地，用一个模长为 1 的复数相乘即为一个旋转。

## 记号约定
在复分析中复数通常用符号{\displaystyle z}表示，它可以分为实部 ({\displaystyle x}) 与虚部 ({\displaystyle y})：
{\displaystyle z=x+iy\,}
这里{\displaystyle x}与{\displaystyle y}是实数，{\displaystyle i}是虚单位。在这种通常记法下复数{\displaystyle z}对应与笛卡儿平面中的点{\displaystyle (x,y)}。
笛卡儿平面中的点{\displaystyle (x,y)}在极坐标中也能表示为
{\displaystyle (x,y)=(r\cos \theta ,r\sin \theta )\qquad \left(r={\sqrt {x^{2}+y^{2}}};\quad \theta =\arctan {\frac {y}{x}}\right).\,}
在笛卡儿平面中可能假设反正切函數{\displaystyle \arctan }取值于{\displaystyle -\pi }到{\displaystyle \pi }弧度（当{\displaystyle x\leq 0}时，对{\displaystyle (x,y)}定义“真正的”反正切函数需要一点考虑。在复平面上它们的极坐标具有如下形式（第三个等号源自欧拉公式）
{\displaystyle z=x+iy=|z|\left(\cos \theta +i\sin \theta \right)=|z|e^{i\theta }\,}
这里
{\displaystyle |z|={\sqrt {x^{2}+y^{2}}};\quad \theta =\arg(z)=-i\ln {\frac {z}{|z|}}.\,}
这里{\displaystyle |z|}是复数{\displaystyle z}的绝对值或模长；{\displaystyle \theta }，{\displaystyle z}的辐角，通常取值于区间{\displaystyle 0\leq \theta <2\pi }；最后一个等式（{\displaystyle |z|e^{i\theta }}）得自欧拉公式。注意{\displaystyle z}的辐角是多值的，因为复指数函数是周期为{\displaystyle 2\pi i}。从而，如果{\displaystyle \theta }是{\displaystyle \arg z}的一个值，其它值由{\displaystyle \arg z=\theta +2n\pi }给出，这里{\displaystyle n}是任何{\displaystyle \neq 0}整数。
围道积分理论是复分析的重要组成部分。在此情形，沿着闭曲线的积分方向是要紧的——沿着相反的方向所得的积分值乘以 −1。习惯上“正方向”是逆时针方向。例如，沿着单位圆我们从点{\displaystyle z=1}开始，向左上移动经过{\displaystyle z=i}，然后向左下经过 −1，右下经过{\displaystyle -i}，最后向右上移动到达起点{\displaystyle z=1}，这就是单位圆的正方向。
几乎所有复分析专注复函数——即将复平面的一个子集映到复平面某个另外的（可能相交甚至重合）子集。这里习惯说{\displaystyle f(z)}的定义域位于 z-平面上，并称{\displaystyle f(z)}的值域或像作为 w-平面中的一个点集。用符号记成
{\displaystyle z=x+iy;\qquad f(z)=w=u+iv,\,}
并经常将函数{\displaystyle f}视为 z-平面（带有坐标{\displaystyle (x,y)}）到 w-平面（带有坐标{\displaystyle (u,v)}） 的变换。

## 球极平面投影
将复平面视为一个球面的一部分是有用的。给定一个单位半径球面，使复平面穿过其正中间，这样球的中心与复平面的原点{\displaystyle z=0}重合，球面上的赤道与平面的单位圆重合。
我们可以将球面上的点与复平面建立如下一一对应。给定平面上一点，连接这一点与球面的北极之直线与球面恰好交于另一点。点{\displaystyle z=0}将投影到球面的南极。因为单位圆周的内部在球面内，整个区域（{\displaystyle |z|<1}）将映到南半球。单位圆周自己（{\displaystyle |z|=1}）映到赤道，而单位圆周的外部（{\displaystyle |z|>1}）将映到北半球。显然这个过程是可逆的——给定任何球面上的不为北极的点，我们连接这一点与北极，与平面恰好交与一点。
在这个球极平面投影中只北极这一点，不能对应到复平面上任何一点。我们将其变成一一对应，添加一个理想的点——所谓的无穷远点——到复平面上，使其与球面的北极对应。复平面添加一个无穷远点这个拓扑空间，称为扩充复平面。这就是数学家在讨论复分析时为什么说单个无穷远点。在实数轴上有两个无穷远点，但扩充复平面上只有一个（北极）无穷远点。
想象一下球面上的经线和纬线投影到平面上会变成什么。平行于赤道的所有纬线，它们将变为以原点{\displaystyle z=0}为圆心的圆周；而经线将变为经过原点的直线（从而也经过无穷远点，因为它们在球面上同时经过北极和南极）。
这不是从球面到平面惟一的球极平面投影。例如，球面的南极点可能置于平面的原点{\displaystyle z=0}之上，球面于平面在这一点相切。细节事实上并不重要，任何球面到平面的球极投影都将产生一个无穷远点，球面上的纬线与经线将分别映成平面上的圆周与直线。

## 切割复平面
当讨论一个复变函数时，想象“切割”复平面经常会有方便之处。这种想法自然出现于多种不同情境。

### 多值关系与分支点
考虑简单的二值关系
{\displaystyle w=f(z)=\pm {\sqrt {z}}=z^{\frac {1}{2}}.\,}
在我们可将这个关系处理为单值函数之前，所得值域必须做些限制。在处理实数的平方根时这是容易做到的。例如，我们可定义
{\displaystyle y=g(x)={\sqrt {x}}\ =x^{\frac {1}{2}}\,}
为非负实数{\displaystyle y}使得{\displaystyle y^{2}=x}。这个想法在二维复平面不再如此有效。为了看出为什么，考虑点{\displaystyle z}沿着单位圆周移动{\displaystyle f(z)}值的变化方式。我们有
{\displaystyle z=e^{i\theta }\qquad \Rightarrow \qquad w=z^{\frac {1}{2}}=e^{\frac {i\theta }{2}}\qquad (0\leq \theta \leq 2\pi ).\,}
显然，当{\displaystyle z}沿着圆周移动一圈，{\displaystyle w}只移动半圈。从而复平面上一个连续运动将正平方根{\displaystyle e^{0}=1}变为负平方根{\displaystyle e^{i\pi }=-1}。
问题之出现是由于在点{\displaystyle z=0}只有一个平方根，但其它复数{\displaystyle z\neq 0}都恰有两个平方根。在实数轴上我们在单点{\displaystyle x=0}处立一个“障碍”以避免这个问题。在复平面上需要更大的障碍，防止出现任何围绕分支点{\displaystyle z=0}的完全回路。通常做法是引入一个分支切割（branch cut）；在这种情形可以从{\displaystyle z=0}起沿着正实数轴一直到无穷远点剪开，从而在切开的平面上限制为{\displaystyle 0\leq \arg z<2\pi }。
现在我们可以给出{\displaystyle w=z^{\frac {1}{2}}}的一个完整描述。为此我们需要两个 z-平面副本，每一个沿着实轴剪开。在一个副本上我们定义 1 的平方根为{\displaystyle e^{0}=1}，而在另一个上定义 1 的平方根为{\displaystyle e^{i\pi }=-1}。我们称这两个切开的整个平面为“片”。由一个连续性讨论，我们可以看出（非单值）函数{\displaystyle w=z^{\frac {1}{2}}}将第一片映为上半 w-平面，{\displaystyle 0\leq \arg w<\pi }，而将第二片应为下半 w-平面，{\displaystyle \pi \leq \arg w<2\pi })。
这个例子中的分支切割不必非要沿着实轴，甚至不必是直线。任何连接原点{\displaystyle z=0}与无穷远点的连续曲线都行。在某些情形，分支切割甚至不必经过无穷原点。例如，考虑关系
{\displaystyle w=g(z)=\left(z^{2}-1\right)^{\frac {1}{2}}.\,}
这里多项式{\displaystyle z^{2}-1}在{\displaystyle z=\pm 1}为零，所以{\displaystyle g}显然由两个分支点。我们可沿着实轴从 −1  到 1 切开平面，{\displaystyle g(z)}在所得的片上是单值函数。或者，从{\displaystyle z=1}沿着正实轴经过无穷远点，然后沿着负实轴到达另一分支点{\displaystyle z=-1}切开。
这种情况使用如上所述的球极平面投影最容易看清。在球面上一种切割是沿着连接赤道上两点{\displaystyle z=-1}与{\displaystyle z=1}穿过南半球并经过南极点的经线；第二种切割是经过北半球，连接同样两个赤道点并经过北极（即无穷远点）的经线。

### 亚纯函数定义域的限制
亚纯函数是在其定义域中除了有限或可数无穷个点之外全纯从而解析的复函数。函数不能定义的那些点称为亚纯函数的极点。有时所有极点位于一条直线上，在这种情形说这个函数在“切开的平面上全纯”。这里是一个简单的例子。
Γ函数，其定义为
{\displaystyle \Gamma (z)={\frac {e^{-\gamma z}}{z}}\prod _{n=1}^{\infty }\left[\left(1+{\frac {z}{n}}\right)^{-1}e^{\frac {z}{n}}\right]\,}
这里{\displaystyle \gamma }是欧拉-马歇罗尼常数，当{\displaystyle z}等于零或负整数时，无穷乘积的分母恰有一个为零，故{\displaystyle \Gamma (z)}只有单极点 0, −1, −2, −3, ...。因为所有极点在负实数轴上，从{\displaystyle z=0}到无穷远点，这个函数可以描述为
“在切开的复平面上全纯，切割是沿着负实轴从 0（包含）到无穷远点。”
或者，{\displaystyle \Gamma (z)}也能描述为
“在切开的复平面{\displaystyle -\pi <\arg z<\pi }并除去点{\displaystyle z=0}上全纯。”
注意这种切割与我们能刚才遇到的分支截断稍有不同，因为这事实上在切开的复平面上除去了实轴。分支截断留下实轴作为切开复平面的一边（{\displaystyle 0\leq \theta }），但与另一边（{\displaystyle 0<2\pi }）完全分开。
当然，为了构造{\displaystyle \Gamma (z)}一个全纯区域事实上不必完全将从{\displaystyle z=0}到{\displaystyle -\infty }的整个线段除去。我们只需将平面在可数无穷个点 {0, −1, −2, −3, ...} 处穿孔。但这个穿孔平面上的闭回路可能围绕一个或多个{\displaystyle \Gamma (z)}的极点，由留数定理得到的围道积分不必为零。通过切开复平面我们不仅确保{\displaystyle \Gamma (z)}在这些限制的区域上全纯，而且也确保 {\displaystyle \Gamma }在切开的复平面的任何闭曲线上围道积分恒等于零。而这在一些数学论证中可能非常重要。

### 收敛区域的分类
许多复函数是用无穷级数或连分数定义的。分析这些无穷长表达式的一个基本考虑是确定它们收敛为一个有限值的复平面区域。平面上一个切割可能对这个过程有帮助，如下例所示。
考虑由无穷级数定义的函数
{\displaystyle f(z)=\sum _{n=1}^{\infty }\left(z^{2}+n\right)^{-2}.\,}
因为{\displaystyle z^{2}=(-z)^{2}}对任何复数{\displaystyle z}成立，显然{\displaystyle f(z)}是一个{\displaystyle z}的偶函数，所以可以限制在半个复平面上分析。又因为当
{\displaystyle z^{2}+n=0\quad \Leftrightarrow \quad z=\pm i{\sqrt {n}},\,}
时级数没有定义，有理由沿着整个虚轴切开平面，使这个级数在实部不为零的收敛，当{\displaystyle z}是纯虚数时需做更细致的检验。
这个例子中切割不过是方便之举，因为无穷和无定义的点是离散的，且切开的平面可被一个合适的穿孔平面替代。在某些情形，切割是必须的，不止是为了方便。考虑无穷周期连分数
{\displaystyle f(z)=1+{\cfrac {z}{1+{\cfrac {z}{1+{\cfrac {z}{1+{\cfrac {z}{\ddots }}}}}}}}.\,}
可以证明{\displaystyle f(z)}收敛到一个有限值当且仅当{\displaystyle z}不是{\displaystyle z<-{\frac {1}{4}}}的负实数。换句话说，这个连分数的收敛区域是切开的复平面，这里切割沿着负实轴从{\displaystyle -{\frac {1}{4}}}直到无穷远点。

## 将切开的平面重新黏合
我们已经见到关系
{\displaystyle w=f(z)=\pm {\sqrt {z}}=z^{\frac {1}{2}},\,}
怎样通过将{\displaystyle f}的定义域分割成两个不连通的片变成一个单值函数。还可以将这两片黏合在一起形成一个黎曼曲面，在它上面{\displaystyle f(z)=z^{\frac {1}{2}}}可以定义为一个全纯函数，其像是整个 w-平面（除去点{\displaystyle w=0}）。具体做法如下：
考虑两个切开的复平面副本，切割沿着正实轴从{\displaystyle z=0}到无穷远点。在一片上定义{\displaystyle 0\leq \arg z<2\pi }，所以由定义{\displaystyle 1^{\frac {1}{2}}=e^{0}=1}。在第二片上定义{\displaystyle 2\pi \leq \arg z<4\pi }，同样由定义有{\displaystyle 1^{\frac {1}{2}}=e^{i\pi }=-1}。现在将第二片翻转，从而虚轴与第一片虚轴方向相反，实轴指向相同的方向，将两片“黏合”起来（从而第一片标为“{\displaystyle \theta =0}”的边与第二片标为“{\displaystyle \theta <4\pi }”的边相连，而第二片标为“{\displaystyle \theta =2\pi }”的边与第一片标为“{\displaystyle \theta <2\pi }” 的边相连）。得到一个黎曼曲面，{\displaystyle f(z)=z^{\frac {1}{2}}}在这个曲面上单值全纯。
为了理解为什么{\displaystyle f}在这个区域上是单值，想象沿着单位圆绕一圈，从第一片上的{\displaystyle z=1} 开始。当{\displaystyle 0\leq \theta <2\pi }是我们仍然在第一片上；当{\displaystyle \theta =2\pi }我们转移到第二片，沿着分支点 {\displaystyle z=0}在第二片上再绕一圈回到我们的起点，由我们的黏合方式，这里{\displaystyle \theta =4\pi }等价于{\displaystyle \theta =0}。换句话说，当变量{\displaystyle z}沿着分支点绕两周，{\displaystyle z}在 w-片面的像只绕一周。
形式微分说明
{\displaystyle f(z)=z^{\frac {1}{2}}\quad \Rightarrow \quad f^{\prime }(z)={\textstyle {\frac {1}{2}}}z^{-{\frac {1}{2}}}\,}
由此我们可说{\displaystyle f}的导数在黎曼曲面上除了{\displaystyle z=0}之外任何地方都存在且为有限（即{\displaystyle f}在{\displaystyle z=0}之外全纯）。
上面讨论过的函数
{\displaystyle w=g(z)=\left(z^{2}-1\right)^{\frac {1}{2}},\,}
的黎曼曲面如何构造呢？我们同样从两个 z-平面副本开始，但这一次每个沿着实轴从{\displaystyle z=-1}到{\displaystyle z=1}切开——它们是 {\displaystyle g(z)}的两个分支点。我们将其中一个翻转，从而两个虚轴指向相反，将这两个切片的对应边黏合。通过沿着以{\displaystyle z=1}为中心的单位圆绕一圈，我们可以验证{\displaystyle g}在所得的曲面上是单值函数。从第一片上{\displaystyle z=2}开始，沿着圆周绕半圈遇到{\displaystyle z=0}的切割。切割强迫我们转到第二片，从而当 {\displaystyle z}沿着分支点{\displaystyle z=-1} 绕 一整圈，{\displaystyle w}恰好绕了半圈，{\displaystyle w}的符号反过来了（由于{\displaystyle e^{i\pi }=-1}），而我们的路径到达这个曲面的第二片上的{\displaystyle z=2}。继续半周我们遇到了另一个边的切割，在{\displaystyle z=0}处，在绕分支点两周之后最终到达我们的起点（第一片上的{\displaystyle z=2}）。
这个例子中标记{\displaystyle \theta =\arg z}的自然方式是在第一片上令{\displaystyle -\pi <\theta \leq \pi }，第二片为{\displaystyle \pi <\theta \leq 3\pi }。两片的虚轴方向相反，从而一片上逆时针意义的正旋转仍然是另一片上的闭回路运动（记住第二片翻转了）。想象这个曲面嵌入一个三维空间，两片都平行于 xy-平面。则这个平面上出现一个铅直洞，在此处两个切割连接起来。如果当切割是从 {\displaystyle z=-1}沿负实轴到无穷，然后沿正实轴到{\displaystyle z=1}，又是如何呢？同样可以构造一个黎曼曲面，但这一次“洞”是水平的。 从拓扑上说，这两个黎曼曲面是等价的，它们都是亏格为 1 的可定向二维曲面。

## 其它含义
本文中上面几节将“复平面”处理为复数的几何类比。尽管术语“复平面”这种用法具有长期与数学悠久的历史，但并不意味着是惟一的称之为“复平面”的数学概念。至少有三种其它可能。
1. 1 + 1 维闵可夫斯基空间，也称为分裂复平面，代数分裂复数可分解为两个实数部分，容易将其关联到笛卡儿平面里的点{\displaystyle (x,y)} 。
2. 实数上的二元数集合也能与笛卡儿平面中的点{\displaystyle (x,y)}一一对应，给出了另一个“复平面”。
3. 向量空间 C×C，复数与自身的笛卡儿积，是一个其坐标为复数的二维向量空间，在这种意义下也是一个“复平面”。